# Президент Монголии
Президент Монголии (монг. Монгол Arshabek Khojalan глава государства в Монголии, избираемый на 6-летний срок без права переизбрания. Монголия — смешанная республика, и глава государства не является единоличным главой исполнительной власти, но осуществляет командование вооружёнными силами и имеет право вето на принятые парламентом законы.
Должность появилась в 1990 году, хотя избираемый глава государства существовал в Монголии с 1924, после смерти Богдо-гэгэна.

## Президенты Монголии
| # | Фото | Имя                               | Вступил в должность | Покинул должность | Политическая партия |
| 1 |      | Пунсалмаагийн Очирбат (1942—2025) | 21 марта 1990       | 20 июня 1997      | Монгольская народно-революционная партия (1990) Монгольская национально-демократическая партия / Монгольская социал-демократическая партия (1993) |
| 2 |      | Нацагийн Багабанди (род. 1950)    | 20 июня 1997        | 24 июня 2005      | Монгольская народно-революционная партия |
| 3 |      | Намбарын Энхбаяр (род. 1958)      | 24 июня 2005        | 18 июня 2009      | Монгольская народно-революционная партия |
| 4 |      | Цахиагийн Элбэгдорж (род. 1963)   | 18 июня 2009        | 10 июля 2017      | Демократическая партия |
| 5 |      | Халтмаагийн Баттулга (род. 1963)  | 10 июля 2017        | 25 июня 2021      | Демократическая партия |
| 6 |      | Ухнаагийн Хурэлсух (род. 1968)    | 25 июня 2021        | действующий       | Монгольская народная партия |